# Шапова
Шапова — річка в Україні, що протікає в межах Козятинського району Вінницької області та Ружинського району Житомирської області, ліва притока р. Роставиця.
Починається біля с. Сестринівка, тече на південний схід через село Йосипівка і впадає у Роставицю біля села Дерганівка.

## Опис
Довжина річки 13 км. Площа басейну 43,1 км². Похил річки 4 м/км. Впадає у Роставицю за 95 км від її гирла.